# Alyssum harputicum
Alyssum harputicum är en korsblommig växtart som beskrevs av Theodore `Ted' Robert Dudley. Alyssum harputicum ingår i släktet stenörter, och familjen korsblommiga växter. Inga underarter finns listade i Catalogue of Life.